# 扶桑電通
扶桑電通株式会社（ふそうでんつう、英: FUSO DENTSU CO.,LTD.）は、通信機器や電子機器の販売及びその保守を行う企業でシステムインテグレーター（ユーザー系）。東京証券取引所スタンダード市場上場企業。

## 沿革
- 1948年（昭和23年）3月12日 - 扶桑通信工業株式会社を設立。
- 1996年（平成8年）8月 - 日本証券業協会（現・ジャスダック）に株式を店頭登録。
- 1999年（平成11年）8月30日 - 東京証券取引所市場第二部に上場。
- 2008年（平成20年）1月 - 本社事務所を東京都中央区築地に移転。
- 2008年（平成20年）8月 - 本店所在地を東京都中央区築地へ変更。旧本社ビル（東京都中央区八重洲）は隣接するバス事業者の国際興業株式会社に売却した。
- 2012年（平成24年）6月 - 関西地区の事業所において「ISO/IEC27001」の認証を取得

## 関連子会社
- 扶桑電気工業株式会社 - 広島県広島市南区比治山本町2番15-6号
- 芙蓉電話工事株式会社 - 広島県広島市安佐南区西原7丁目6番1号